# André Ventura
André Claro Amaral Ventura (Algueirão - Mem Martins, Lisboa; 15 de enero de 1983) es un comentarista deportivo, profesor universitario y político conservador portugués, licenciado en derecho. Desde octubre de 2019 es diputado de la Asamblea de la República por Lisboa. Su escaño supuso la entrada del partido de derecha Chega! en el hemiciclo luso. Actualmente, es el líder de la oposición en Portugal luego de quedar su partido en segundo lugar en las elecciones parlamentarias de 2025.  

## Biografía
Nacido en las afueras de Lisboa en enero de 1983, Ventura es licenciado en derecho por la Universidade Nova de Lisboa y doctor en derecho público por la Universidad de Cork, en Irlanda.
Trabajó para el canal privado CMTV, para el que fue comentarista deportivo y luego comentarista criminal. También tenía una columna en el periódico conservador Correio da Manhã, uno de los más leídos en la nación lusa. Inicialmente miembro del Partido Social Demócrata de centroderecha, fue entonces decididamente pro Unión Europea pero adoptó una línea más conservadora que su partido.
El 9 de abril de 2019 fundó el partido Chega! que pasaría a formar parte de la coalición Basta! para las elecciones europeas de 2019, donde no logró conseguir ningún escaño. En junio de ese mismo año, la coalición sería disuelta. El 6 de octubre de 2019 concurrió a las elecciones parlamentarias de Portugal de 2019 consiguiendo un escaño por el círculo electoral de Lisboa. 
Chega se presenta como nacionalista, conservador y liberal. El partido aboga por una bajada de impuestos, un parlamento mucho más pequeño, una reforma judicial con penas más duras para los delincuentes y el fin de las ayudas sociales a los parados. No se opone a la Unión Europea.
Hace regularmente comentarios dirigidos a los afrodescendientes y a los romaníes. En particular, provocó una protesta en el Parlamento en enero de 2020 al proponer que Joacine Katar Moreira, parlamentaria portuguesa nacida en Guinea-Bisáu, debería ser devuelta a su país de origen. En la convención de 2020 del partido Chega, aprobó una moción que abogaba por la eliminación de los ovarios de las mujeres que abortan. Luego pidió que se retirara, ante las protestas.
En abril de 2020 anunció su dimisión al frente de la formación Chega! y la convocatoria de elecciones internas para el mes de septiembre, a las que se volverá a presentar como candidato. Explicó que estaba «harto» de aquellos que «sistemáticamente boicotean» la dirección del partido y se posicionan contra sus decisiones.

### Candidatura presidencial
El día 8 de febrero de 2020, Ventura anunció que sería candidato a las elecciones presidenciales de 2021. El 18 de diciembre de 2020, fueron entregadas 10.250 firmas ante el Tribunal Constitucional de Portugal para oficializar la candidatura y fue aceptada el día 30 del mismo mes. En el inicio de su campaña, Marine Le Pen, presidenta del partido ultraderechista francés Rassemblement national, anunció que estaría en Lisboa para apoyar a André Ventura.
Con el 11,9% de los votos, André Ventura quedó en tercera posición, mostrando el gran impulso que tienen su persona y su partido.[cita requerida]

## La política en el Partido Socialdemócrata
En junio de 2015, declaró que probablemente sería candidato del PSD al Ayuntamiento de Cintra, pero no se materializó.
En 2016, junto con Rui Pereira, exministro del Interior, y el exfutbolista António Simões, creó un movimiento de apoyo a la reelección de Luís Filipe Vieira al frente del Sport Lisboa e Benfica. En julio de 2016, tras el atentado de Niza, André Ventura se manifestó en Facebook a favor de "reducir drásticamente la presencia islámica en la Unión Europea".

### Concejal en Loures
En abril de 2017, fue elegido por el PSD para encabezar la candidatura al Ayuntamiento de Loures en las elecciones municipales de ese mismo año, enfrentándose al candidato del Partido Comunista Portugués , Bernardino Soares. A pesar de perder, fue elegido concejal, pero dimitió en 2018.

## Resultados electorales

### Elecciones presidenciales
| Año  | Partidos de apoyo | 1ª Vuelta | 1ª Vuelta | 1ª Vuelta      | 1ª Vuelta | 2ª Vuelta | 2ª Vuelta | 2ª Vuelta | 2ª Vuelta | Status     | Ref    |
| Año  | Partidos de apoyo | Cl.       | Votos     | %              | +/-       | Cl.       | Votos     | %         | +/-       | Status     | Ref    |
| ---- | ----------------- | --------- | --------- | -------------- | --------- | --------- | --------- | --------- | --------- | ---------- | ------ |
| 2021 | CHEGA! (CH)       | 3.º       | 496 773   | 11,90 / 100,00 |           |           |           |           |           | No elegido | [ 16 ] |

### Elecciones legislativas
| Año  | Partido     | Partido     | Circunscripción electoral | Posición    | Cl.    | Votos         | %             | +/-   | Status  | Notas                | Ref    |
| ---- | ----------- | ----------- | ------------------------- | ----------- | ------ | ------------- | ------------- | ----- | ------- | -------------------- | ------ |
| 2019 |             | CHEGA! (CH) | Lisboa                    | 1.º (de 48) | 9.º    | 22.053        | 2,00 / 100,00 | Nuevo | Elegido | Presidente de CHEGA! | [ 17 ] |
| 2022 | 1.º (de 48) | CHEGA! (CH) | Lisboa                    | 4.º         | 91.889 | 7,77 / 100,00 | 5,77          |       | Elegido | Presidente de CHEGA! | [ 17 ] |

### Elecciones municipales

#### Ayuntamiento
| Año  | Partido | Partido | Condado | Posición    | Cl. | Votos  | %            | Status  | Notas                         | Ref    |
| ---- | ------- | ------- | ------- | ----------- | --- | ------ | ------------ | ------- | ----------------------------- | ------ |
| 2017 |         | PSD-PPM | Loures  | 1.º (de 11) | 3.º | 18.877 | 21,55/100,00 | Elegido | Dimitió como concejal en 2018 | [ 18 ] |

### Elecciones europeas
| Año  | Partido | Partido              | Posición    | Cl. | Votos  | %           | +/- | Status     | Notas | Ref    |
| ---- | ------- | -------------------- | ----------- | --- | ------ | ----------- | --- | ---------- | ----- | ------ |
| 2019 |         | BASTA! (PPM-PPV/CDC) | 1.º (de 21) | 9.º | 49.496 | 1,49/100,00 |     | No elegido |       | [ 19 ] |

## Publicaciones
- Introdução à Fiscalidade, e-book, Lisboa (2017)
- Justiça, Corrupção e Jornalismo (co-autor con Miguel Fernandes), Vida Económica (2015)
- A Nova Justiça Internacional, Chiado Editora, Lisboa (2015)
- A Nova Administração Pública, Quid Juris, Lisboa (2014)
- A Reforma do IRC (com António Carlos dos Santos), Vida Económica, Lisboa (2014)
- Lições de Direito Fiscal, Chiado Editora, Lisboa (2014)
- Lições de Direito Penal, Volume I, UAL / Instituto de Direito Público / Chiado Editora (2013), Montenegro, com 2.ª ed. revista, pela Chiado Editora, Lisboa (2008)
- A Última Madrugada do Islão, Chiado Editora, Lisboa (2009)